# Sydals Håndboldklub
Sydals Håndboldklub er en håndboldklub beliggende på Als med hjemmebane i Sydalshallen i Tandslet. Sydals spiller både på dame- og herresiden med i Jyllandsserien per januar 2014, og de har tidligere været med i 3. division.
I 2012 blev klubben udvalgt som "Årets Børnehåndboldklub" af JHF, kreds 8.

## Referener
1. ↑  Herdis Thomsen (august 2012). "Sydals HK fortsætter i 3. division" (PDF). Periodisk skrift for Lysabild Sogns Landsbyråd. nr. 45. Hentet 25. januar 2014.